# 하이다르 알압바디
하이다르 자와드 알압바디(아랍어: حيدر جواد العبادي, 영어: Haider al-Abadi, 1952년 4월 25일 ~ )는 이라크의 정치인이다.
2014년 8월 11일 푸아드 마아숨 이라크 대통령에 의해 총리로 지명되었으며, 같은 해 9월 8일 의회의 승인으로 공식 취임하였다.
1967년 이슬람 시아파 계열 정당인 이슬람 다와당에 입당하였으며, 1970년대 중반 영국에 입국하여 맨체스터 대학교에서 전기전자공학 박사 학위를 받았다. 2014년 9월 이라크 총리에 취임하며 영국 시민권을 포기하였다.